# Earl Zinger
Earl Zinger, pseudoniem van Rob Gallagher, is een Britse solo-muzikant die veel experimenteert met verschillende soorten muziek waaronder triphop, jazz en elektronische muziek. Naast zanger is Gallagher tevens diskjockey. Gallagher is vanaf de eind jaren 80 actief in de muziekwereld en onder de naam Earl Zinger vanaf 2000.
Gallagher speelde voorheen een belangrijke rol als zanger bij de acid jazz-band Galliano en hij beschikt over een indrukwekkend cv in de muziekwereld. Zo heeft Gallager samengewerkt met onder andere Jazzanova, United Future Organization, Oi Va Voi, Rupert Huber, Kruder & Dorfmeister, Jazztronik, Rodney Hunter, Gilles Peterson, Kyoto Jazz Massive en Koop.

## Discografie
- 2000 - Galaxy (7")
- 2000 - Got To Get To Ibiza (7")
- 2001 - Mr DC (7")
- 2001 - Put Your Phazers on Stun Throw Your Health Food Skyward (2×lp)
- 2002 - Earl Zinger EP
- 2002 - Put Your Phazers on Stun Throw Your Health Food Skyward (cd)
- 2002 - Escape From Ibiza (12")
- 2002 - Escape From Ibiza (cd-single)
- 2004 - Speaker Stack Commandments (2×lp)
- 2004 - Speaker Stack Commandments (cd)
- 2004 - Attack Of The DJs (12")